# Rezervat Motithang Takin
Rezervat Motithang Takin, ki je v okrožju Motithang v Thimphuju, Butan, je območje rezervata za takina, narodno žival Butana. Prvotno je bil to majhen živalski vrt. Spremenjen pa je bil v rezervat, ko so odkrili, da se živali ne zadržujejo v okoliškem gozdu, tudi ko so osvobojene. Razlog za razglasitev takina (Budorcas taxicolor) kot nacionalno žival Butana 25. novembra 2005 je pripisana legendi o nastanku živali v Butanu v 15. stoletju, ki jo je povedal lama Drukpa (sekta Rdečih kap), Kunlej. 

## Legenda
Lokalna mitologija, povezana z razglasitvijo narodne živali Butana, sega v 15. stoletje. Tibetanskemu svetniku z imenom Kunlej, ki ga popularno imenujejo Božanski norček, se pripisuje ustvarjanje takina z edinstvenimi značilnostmi. Kunlej, ki ni bil le verski pridigar, temveč tudi mojster tantričnosti, so Butanci na enem od svojih verskih predavanj zaprosili, da bi pred njimi pričarali čudež. Svetnik se je strinjal, da bo to storil pod pogojem, da ga bodo nahranili za kosilo s celo kravo in celo kozo. Ko je bil postrežen, je pojedel hrano obeh živali in pustil kosti. Nato je vzel glavo koze in jo pritrdil na okostje krave in izrekel abrakadabro in čarovnija je delovala. S tleskom je ustvaril živo žival, ki je imela glavo koze in telo krave.  Žival je vstala in se preselila na travnike na pašo. Žival je dobila ime dong gyem tsey (takin). Od takrat je bila ta žival običajna v hribih Butana. Zaradi tega čarobnega ustvarjanja z visoko versko konotacijo je bila žival sprejeta kot nacionalna žival Butana.

## Ozadje
Ko je bilo majhno število takinov zaprtih v majhnem živalskem vrtu v Thimphuju, je Butanski kralj menil, da je za budistično državo neprimerno, da živali omejijo iz verskih in okoljskih razlogov. Zato je odredil izpustitev živali in zaprtje živalskega vrta. Na presenečenje vseh so takini, znan po svojem poslušnem obnašanju, zavrnili izpustitev iz območja in se teden za tednom potikali po ulicah Thimphua in iskali hrano. 
Glede na to, da so živali postale praktično udomačene, je bilo odločeno, da se jih ohrani v zaprtem, gozdnatem habitatu na robu Thimpha in da se takina ohrani v soseski Motithang. Območje 3.4 ha je bilo razmejeno in ograjeno za rezervat. Izboljšave so bile izvedene leta 2004, skupna prizadevanja kraljeve vlade Butana in Svetovnega sklada, WWF (Butan), vključno s tradicionalno oblikovanimi vhodnimi vrati, majhnim informacijskim centrom, znaki in posodami za smeti. Majhne odprtine v ograji omogočajo fotografiranje (predvideno) skupaj z neurejenim ročnim hranjenjem (nenamerno). Posledično je večina živali v zaprtih prostorih debelih. V rezervatu je tudi nekaj jelenov zambarjev (Rusa unicolor) in  jelenov mutnjakov. Rezervat Motithang Takin je sestavni del mesta Thimphu in je privlačen za obiskovalce. NCD namerava razširiti zbirko rezervatov z uvedbo drugih redko videnih butanskih živali, kot so mačji panda in himalajski tar (Capricornis thar).

## Habitat
Takin pritegne pozornost zaradi svojega nenavadnega videza; taksonomisti so bili prvotno negotovi glede filogenije te živali in mnogi ljudje jo opisujejo kot »čebeljega losa«. Butanski takin (Budorcas taxicolor whitei) je naveden kot ranljiva vrsta kozje antilope, ki izvira iz Butana, Indije in Ljudske republike Kitajske [6].
Njegov življenjski prostor je alpski travnik v poletni sezoni, nad višino 3700 metrov, kjer se hranijo predvsem s travami. V času poletnega monsunskega obdobja so gozdovi nižje nadmorske višine negostoljubni za takine zaradi obilice pijavk, komarjev in obadov. Alpski travniki zagotavljajo bogato pašo, zato so poročali, da nekateri samci tehtajo celo tono. Dvorjenje in parjenje poteka julija in avgusta. Po približno 8-mesečnem obdobju brejosti se skoti eno tele, običajno konec februarja ali marca. Odrasel osebek ima zlato rumeno in rjavkasto kožo; teleta so sprva črne barve. Med deževno sezono se živali premikajo navzgor do višine 2000 metrov in 3000 metrov, da bi v zimski sezoni brskale po zmerni vegetaciji širokolistnih gozdov. 

## Grožnja
Takin ima majhno ekonomsko vrednost; zagotavljajo tradicionalno medicinsko uporabo, ki ženskam pomaga pri rojstvu otrok in so zelo zanimivi za sorazmerno majhno in negotovo število pohodnikov letno v Butanu.
Po mnenju Oddelka za ohranjanje narave, ministrstva za kmetijstvo Butana, je genetsko zdravje živali v rezervatu upadlo. Načrtujejo uvedbo svežih genov enega samca in dveh samic, ki vzetih iz divjine. Domnevajo, da so divje populacije takina stabilne, čeprav ni objavljenih raziskav, ki bi to potrdile in nihče ne ve, kako bodo podnebne spremembe vplivale na populacijo te vrste v Butanu. Edine znane grožnje, s katerimi se soočajo, so plenilci in zelo občasni krivolov. 

## Galerija
- Vhod v rezervat
- Tabla opisuje butanskega takina
- Takin se pase v rezervatu
- Zambar v rezervatu